# Alter Friedhof (Stetten im Remstal)

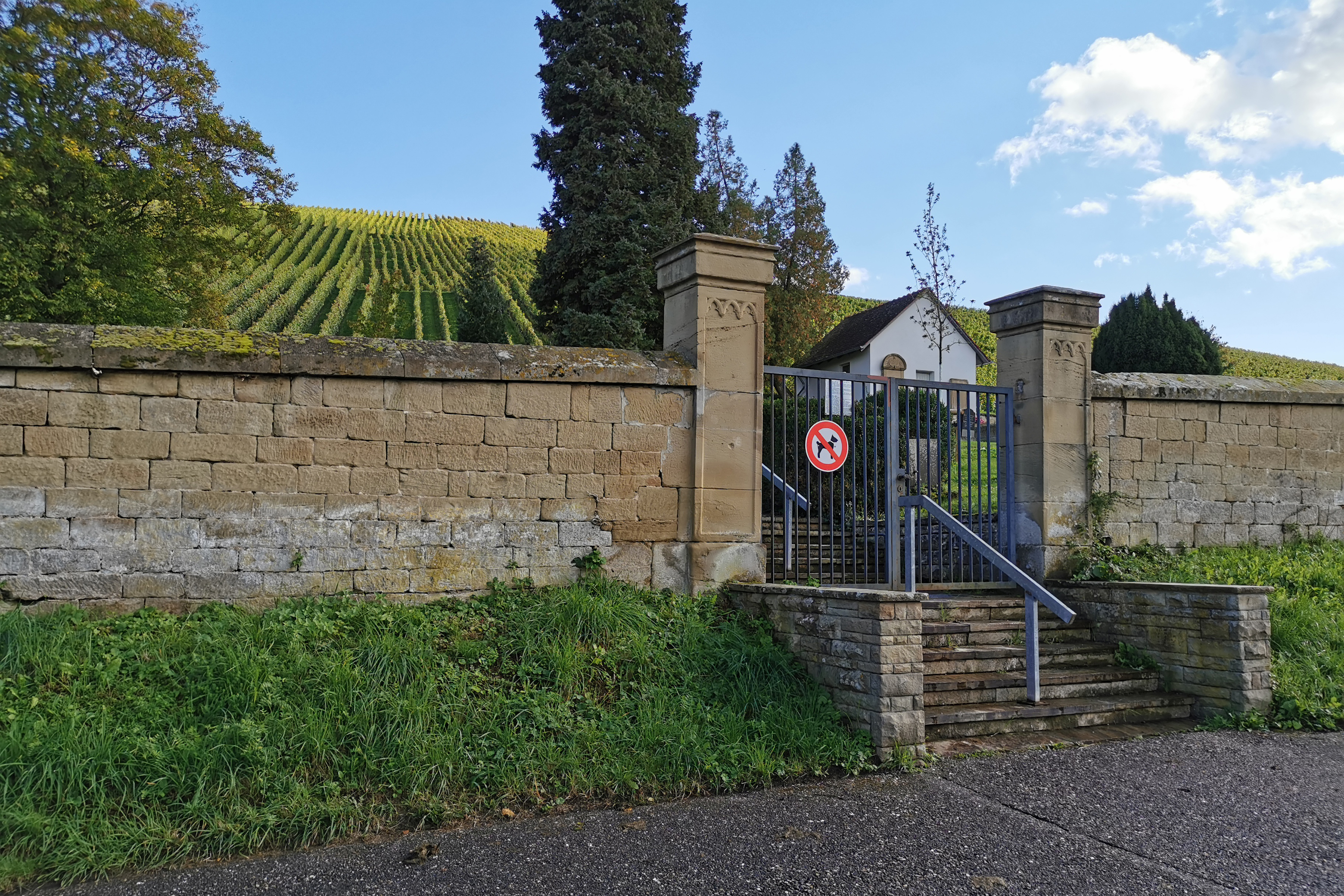
Alter Friedhof in Stetten (2021)

Der Alte Friedhof ist ein Kulturdenkmal in der Hindenburgstraße in Stetten im Remstal.

## Geschichte
Der Friedhof wurde 1577 angelegt, nachdem der die St.-Veits-Kirche umgebende Begräbnisplatz aufgrund des Bevölkerungswachstum aber auch durch Epidemien zu klein wurde. 1763, 1857 und 1951 wurde er erweitert.
1857 wurde der heutige Haupteingang errichtet, sowie das gusseiserne Tor angebracht (mittlerweile nicht mehr vorhanden).
Die Grabsteine auf dem Friedhof datieren vom 18. bis zum 20. Jahrhundert. Es existieren auch Gräber der Gefallenen der beiden Weltkriege.
Einige alte Gräber wurden bereits abgetragen, sodass der Friedhof zu einem parkähnlichen Gelände wurde.
Nachdem der neue Friedhof 1975 an der Gaiernhalde errichtet wurde finden hier Beerdigungen nur noch in Ausnahmefällen statt. Bereits 1876 wurde für die Bewohner und Mitarbeiter der Diakonie Stetten ein eigener Friedhof an der Wielandstraße angelegt.
2020 wurden vier Bäume gefällt, da im Laufe der Jahre die denkmalgeschützte Sandsteinmauer Schaden genommen hat.

Bilder
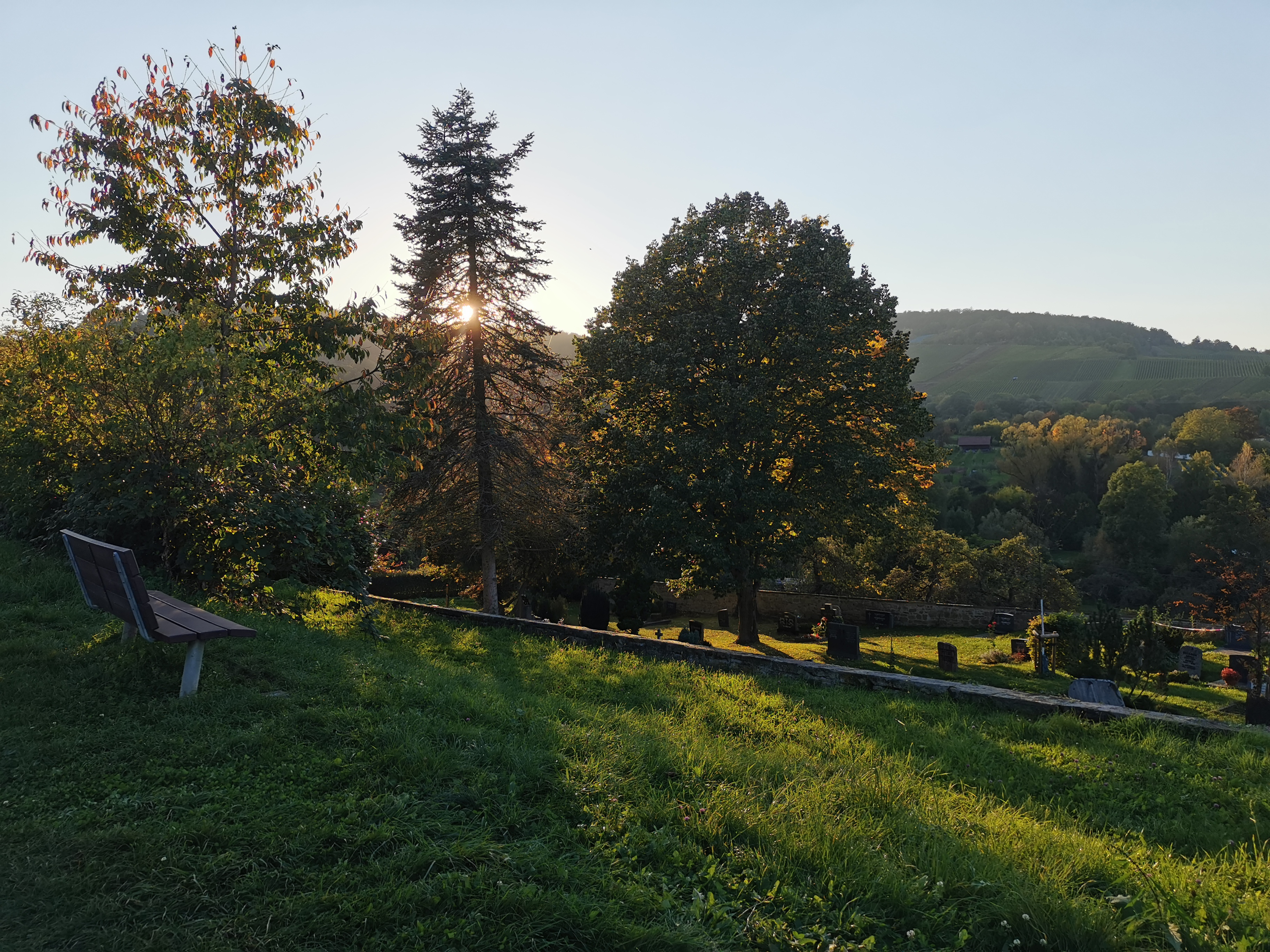
Blick auf den Friedhof
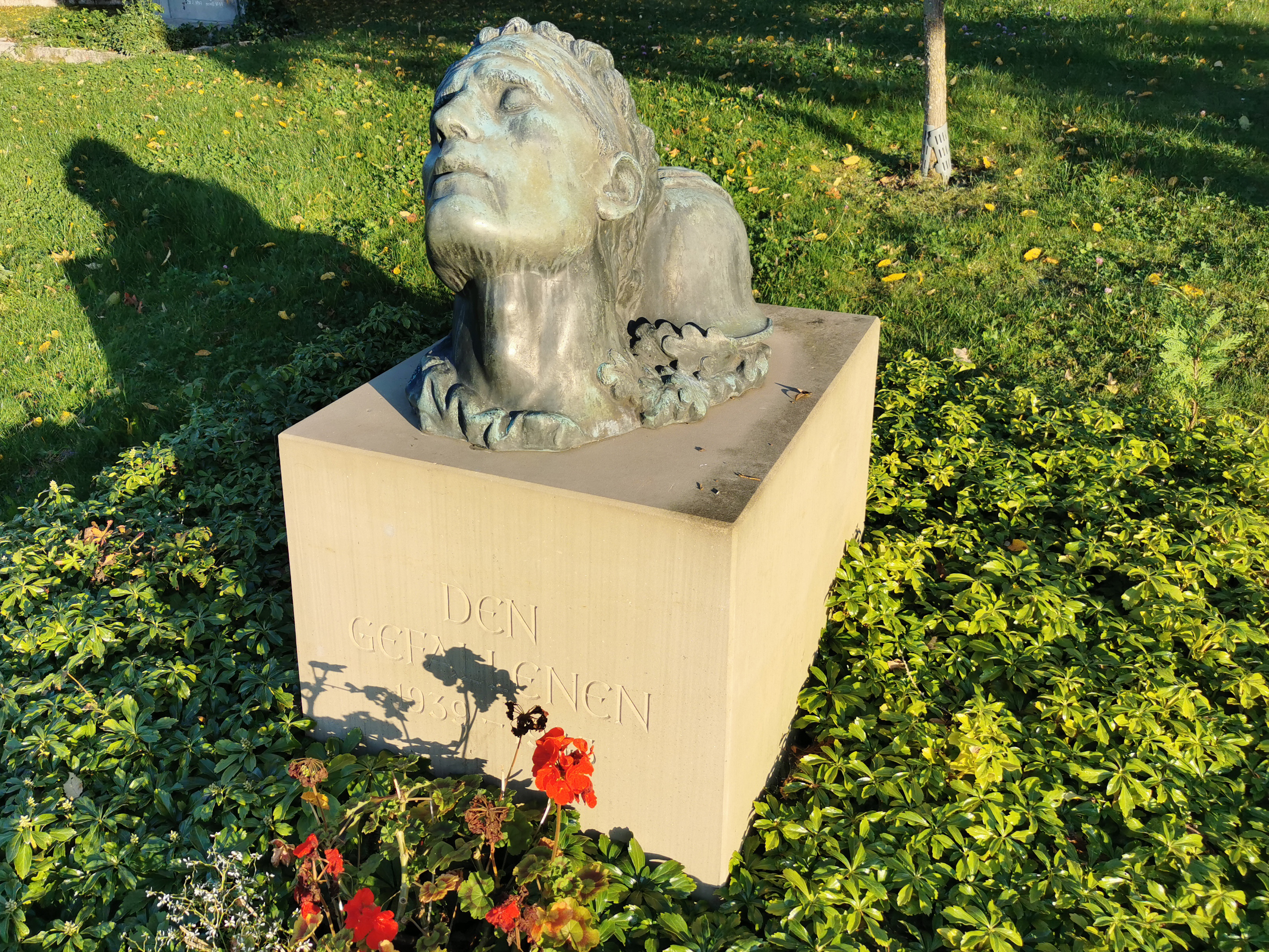
Gefallenendenkmal (2. Weltkrieg)
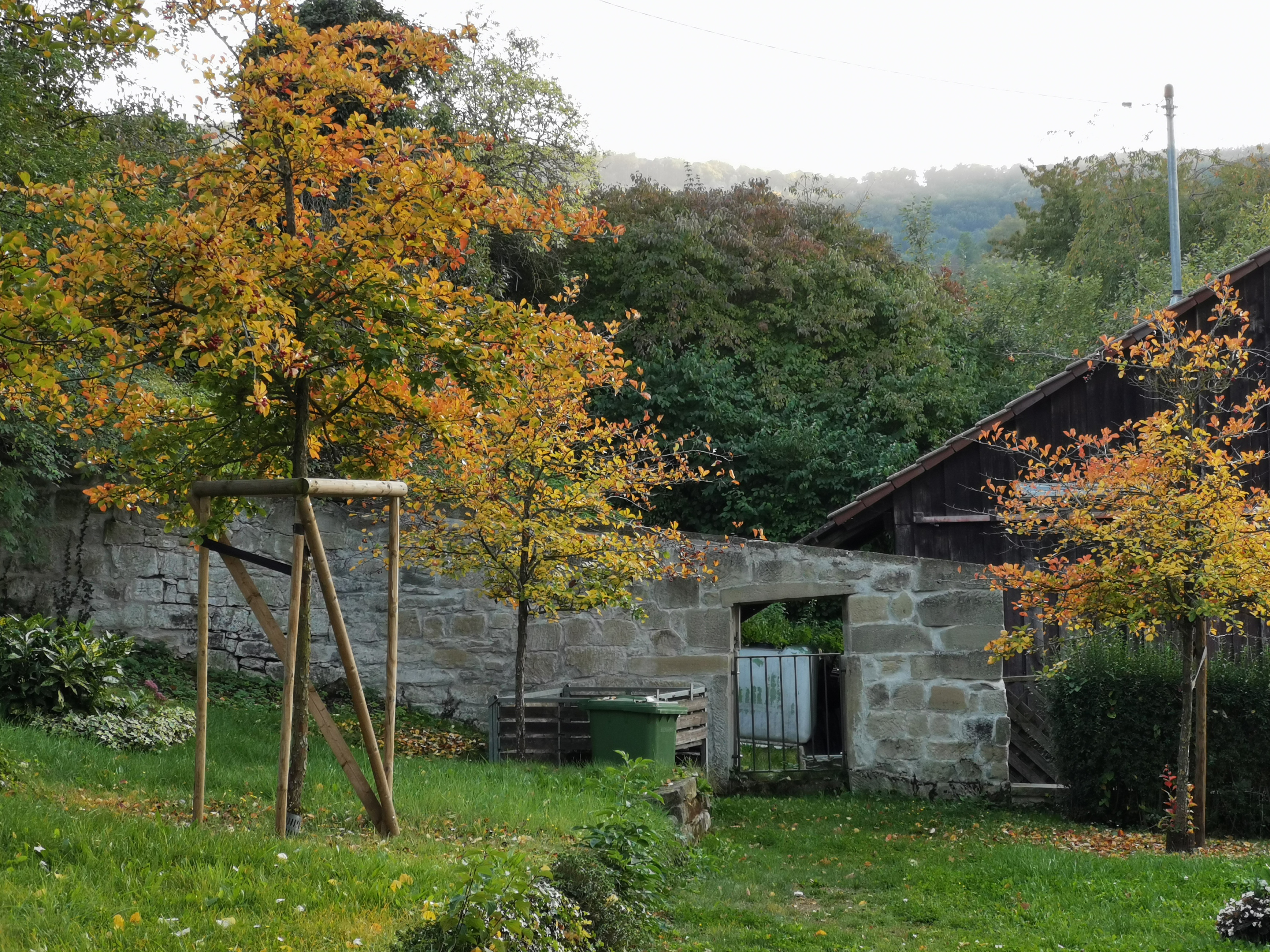
Friedhofsmauer
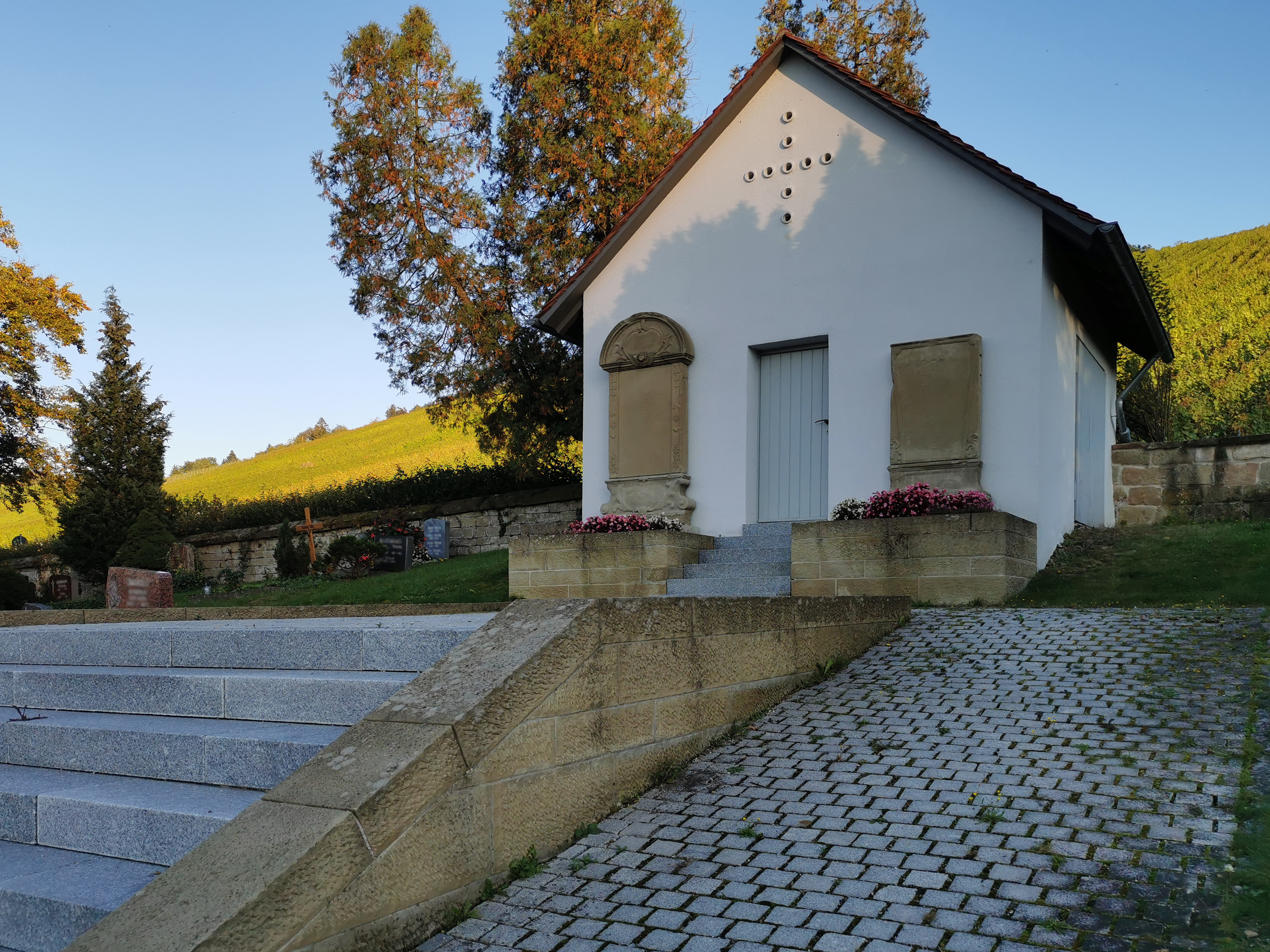
Gebäude am alten Friedhof in Stetten
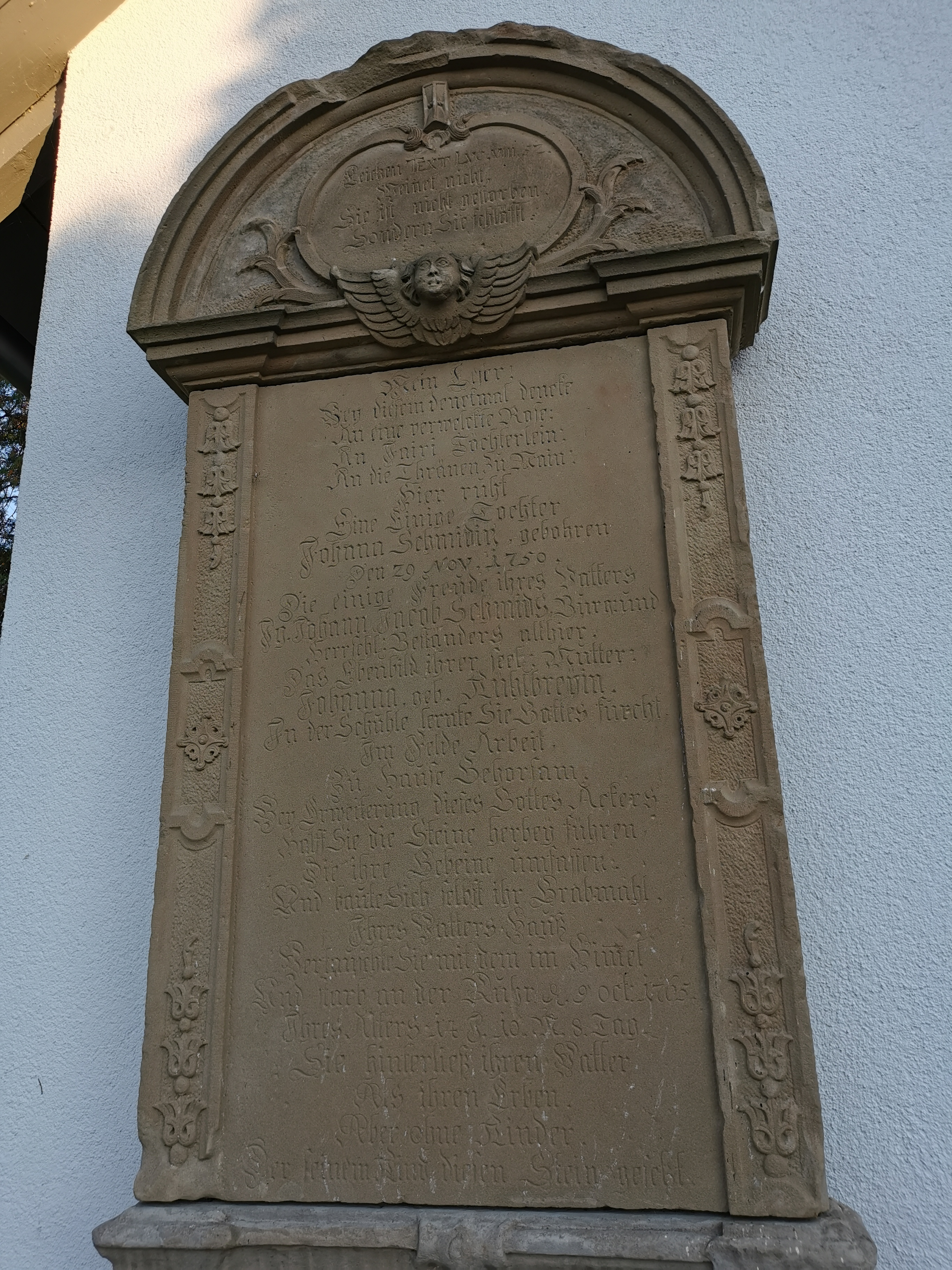
Gedenktafel am Gebäude (links)
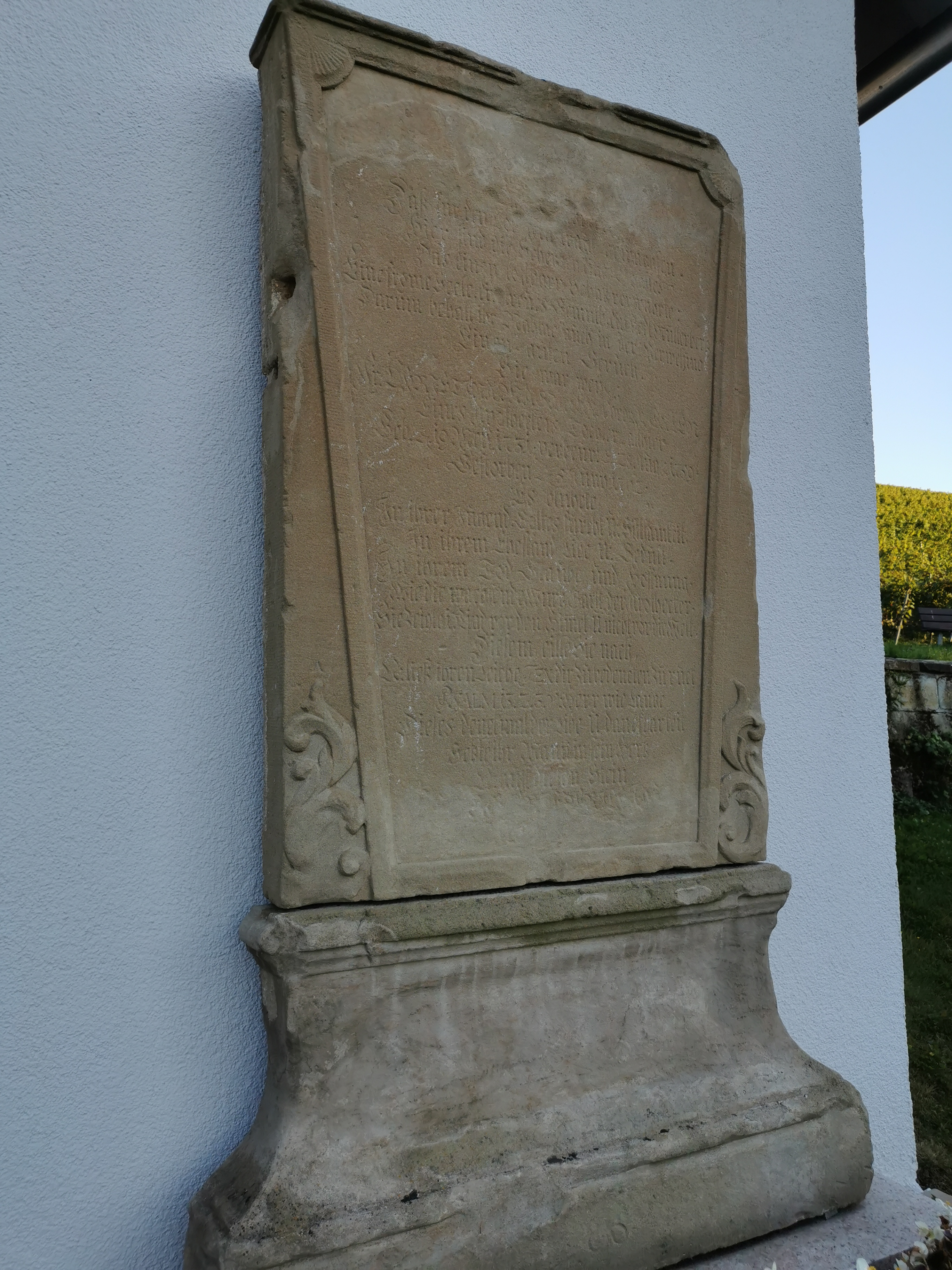
Gedenktafel am Gebäude (rechts)